# Wanhödener Moor
Das Wanhödener Moor ist ein Naturschutzgebiet in der niedersächsischen Gemeinde Wurster Nordseeküste im Landkreis Cuxhaven.

## Allgemeines
Das Naturschutzgebiet mit dem Kennzeichen NSG LÜ 145 ist 39 Hektar groß. Das Gebiet steht seit dem 16. Juli 1986 unter Naturschutz. Zuständige untere Naturschutzbehörde ist der Landkreis Cuxhaven.

## Beschreibung
Das Naturschutzgebiet liegt östlich von Wanhöden in der Westerwannaer Moorgeest. Das Naturschutzgebiet stellt den Rest eines entwässerten Hochmoorgebietes unter Schutz, das größtenteils abgetorft wurde. Ein Teil des Moores ist unkultiviert geblieben. Die Randbereiche sind großflächig zu Grünland kultiviert worden, das extensiv bewirtschaftet wird. Auf den unkultivierten Flächen wachsen Birken und Kiefern, die teilweise durch Entkusselung zurückgedrängt werden, um freie Flächen für Moorvegetation zu schaffen.
Das Gebiet wird über Gräben und den Grenzgraben Wanna/Wanhöden, der das Gebiet auch nach Osten begrenzt, zur Emmelke, einem Nebenfluss der Medem, entwässert.